# Hoher Stein (Anklam)

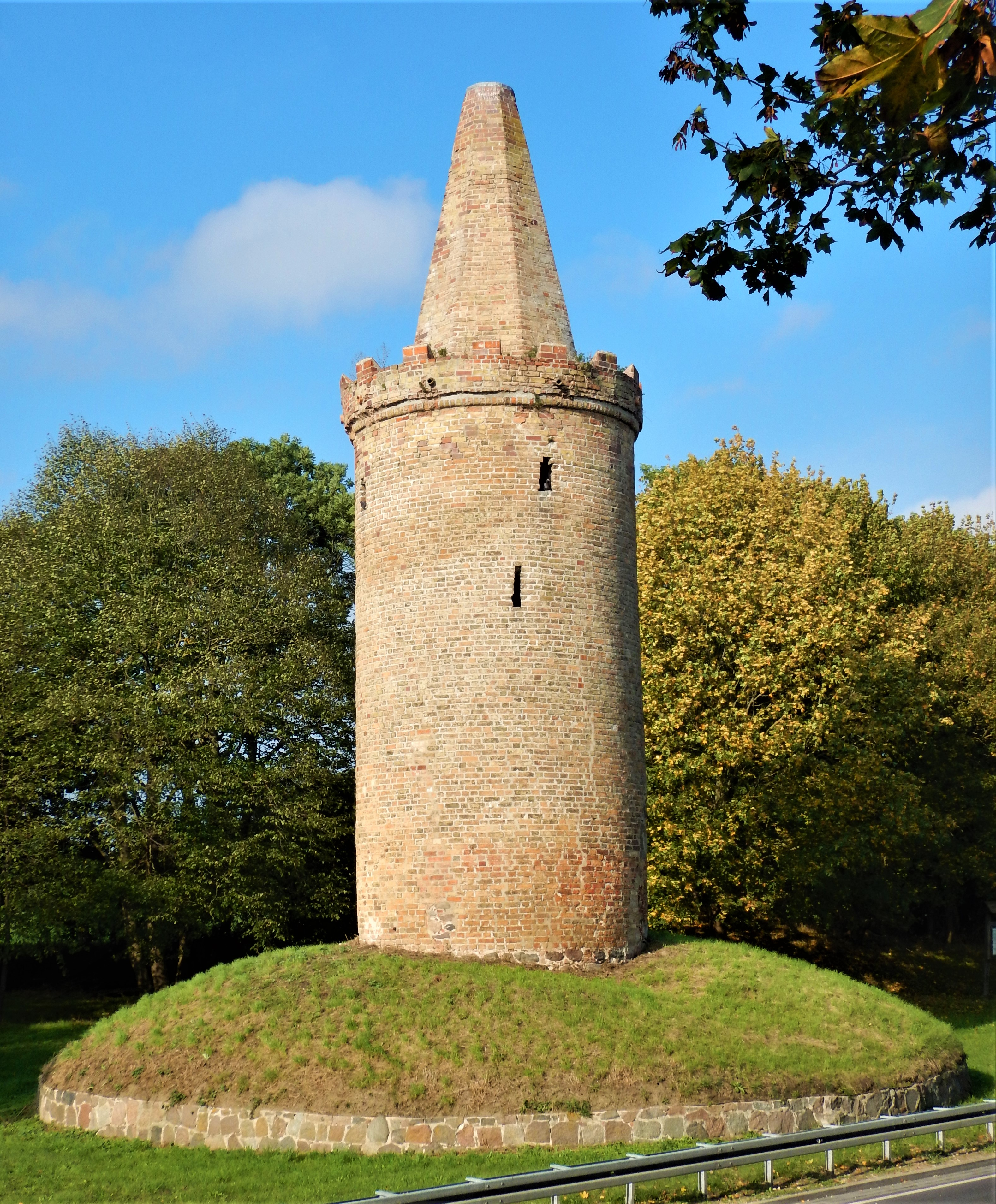
Hoher Stein

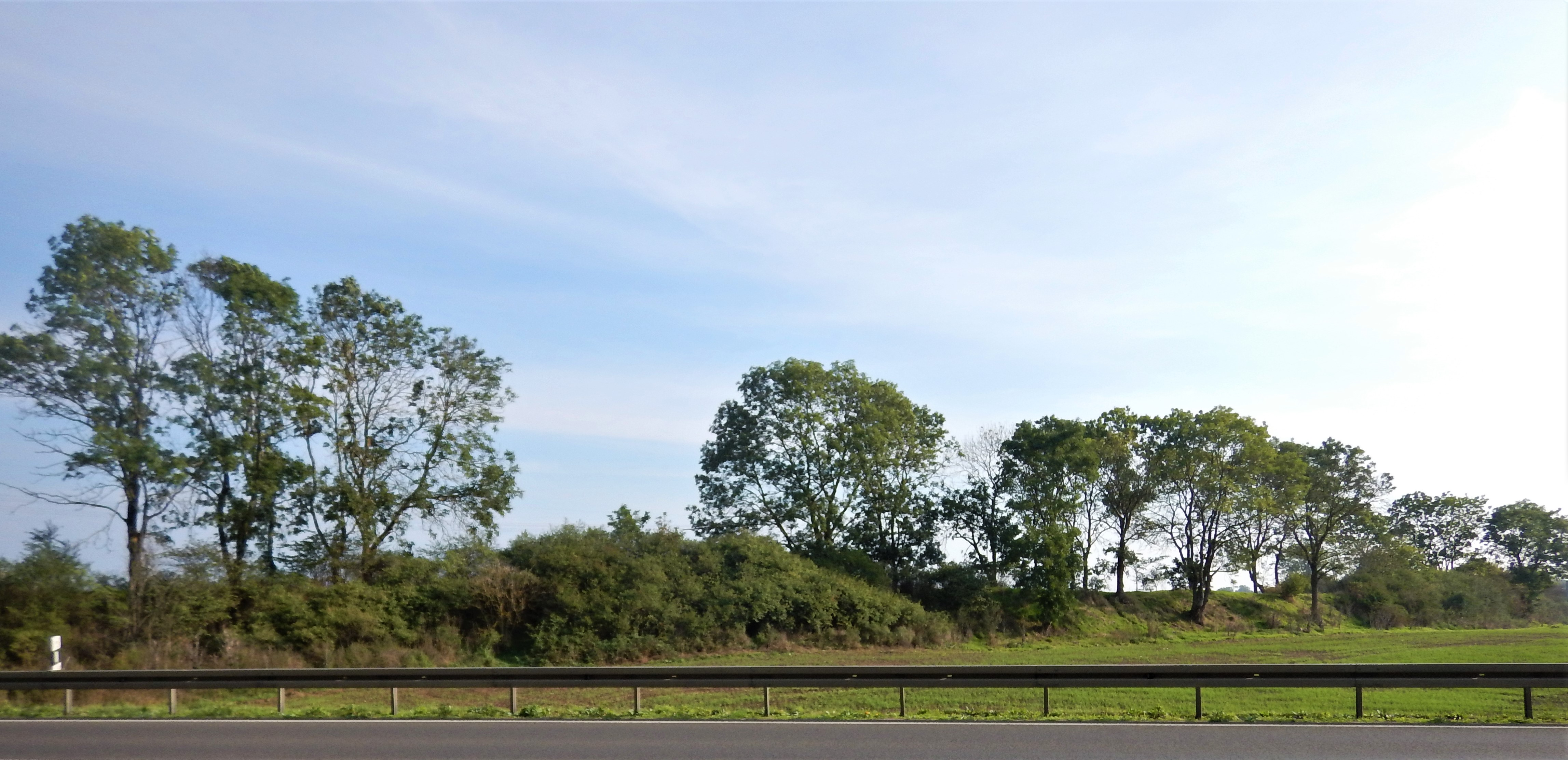
Teil des Walls der Anklamer Landwehr beim Hohen Stein

Der Hohe Stein ist ein Landwehrturm im Südosten von Anklam. Er befindet sich, wenige Meter von der Fahrbahn entfernt, westlich der Bundesstraße 109.

## Wartturm
Ein Wartturm als Teil der Anklamer Landwehr wurde 1412 erstmals erwähnt. Der Hohe Stein wurde 1458 als Backsteinbau errichtet. Er ist ein zylindrischer Turm mit einem Zinnenkranz und gemauertem Helm mit achteckigem Grundriss. Des Weiteren ist er mit mehreren Schießscharten versehen. Ursprünglich war der auf einem Hügel errichtete Turm noch von einem Graben umgeben. Auf einer Eisenpfanne, die sich an der Spitze des Turmhelmes befand, entfachte ein Wächter beim Herannahen von Feinden ein Feuer. Mittels Rauchzeichen wurde die Stadt vorgewarnt, wenn sich feindliche Truppen im Anmarsch befanden, da dieser Bereich der Feldmark von den beiden Kirchtürmen Anklams nicht einsehbar war. Vom Wehrgang des Anklamer Steintors, das wahrscheinlich zur Bauzeit des Wartturms seine heutige Höhe erhielt, wurde auf Signale vom Hohen Stein geachtet. So konnte man sich rechtzeitig auf eine Belagerung einstellen.

## Anklamer Landwehr
Die Anklamer Landwehr gehört zu den eindrucksvollsten Bodendenkmalen im Nordosten Deutschlands und wurde im 14./15. Jahrhundert errichtet. Der Hohe Stein diente dabei als Wegedurchlass, dem Schutz vor Räubern und dem Landadel. Die Anklamer Landwehr umschloss das Alte und das Neue Feld und damit eine Fläche von etwa 24 km². Der Hohe Stein war eine von ursprünglich vier Warten, von denen aus die Zugänge zum städtischen Areal überwacht wurden. Anlass für den Bau der Landwehr waren die häufigen Übergriffe der Schwerine auf das Stadtgebiet.
Sie folgte weitgehend den topographischen Gegebenheiten und riegelte auf einer Strecke von etwa 1700 Metern die weit nach Süden und Südosten vorspringende, hier nicht natürlich durch Sümpfe oder Wasserläufe geschützte Gemarkung der Stadt gegen die ländliche Umgebung ab. Bei 1999 erfolgten archäologischen Ausgrabungen im Bereich der Trasse der Bundesstraße 109 konnte der Aufbau der Landwehr dokumentiert werden. Vor einem 2,5 bis 3 Meter hohen Erdwall, der mit einer dichten Dornenhecke bepflanzt wurde, befand sich ein etwa 2 Meter tiefer Graben, der zusätzlich durch eine Palisadenreihe geschützt wurde.
In Kombination mit dem Hohen Stein nimmt die Anklamer Landwehr keine Ausnahmestellung unter den Landwehren Deutschlands ein. So ist von der Parchimer Landwehr eine ähnliche Konstellation mit einem Turm bekannt, und von der Landwehr der Stadt Hannover sind der Pferdeturm, der Döhrener Turm und der Lister Turm erhalten. Die Landwehr der Stadt Speyer hatte sechs solcher Warten.